# Shoakanarie
De shoakanarie (Crithagra flavigula; synoniem: Serinus flavigula) is een zangvogel uit de familie Fringillidae (vinkachtigen). De vogel werd in 1888 door de Italiaanse natuuronderzoeker Tommaso Salvadori geldig beschreven. Het is een bedreigde, endemische vogelsoort in Ethiopië. Shoa is een andere spelling voor Shewa, een historische regio die midden in Ethiopië ligt. 

## Kenmerken
De vogel is 11 cm lang. Van boven is deze kanarie-achtige grijsbruin met streepjes op de rug ("mantel"). De stuit is dofgeel evenals de keel. De borst is verder summier gestreept.

## Verspreiding en leefgebied
Deze soort is endemisch in de savannegebieden in het midden van Ethiopië of in rivierdalen op 1400 tot 1500 meter boven zeeniveau, maar nooit in in cultuur gebracht gebied. Overigens is er weinig bekend over de habitateisen van deze soort.

## Status
De shoakanarie heeft een beperkt verspreidingsgebied en daardoor is de kans op uitsterven aanwezig. De grootte van de populatie werd in 2016 door BirdLife International geschat op 250 tot 1000 individuen en de populatie-aantallen nemen af door habitatverlies. De leefgebieden worden aangetast door het afbranden en in cultuur brengen van de hoogvlakten. Om deze redenen staat deze soort als bedreigd op de Rode Lijst van de IUCN.